# 新斯坦庫瓦塔
48°20′42″N 31°2′18″E / 48.34500°N 31.03833°E
新斯坦庫瓦塔（烏克蘭語：Новостанкувата），是烏克蘭中部的村莊，隸屬基洛夫格勒州的新烏克蘭卡區。該村始建於1923年，面積0.9平方公里，海拔高度162米，2001年人口232，人口密度每平方公里257.5人。